# Петрушин, Борис Глебович

## Биография
Борис Петрушин родился 25 июля 1948 года в Умани Черкасской области. Характером ершистый, он всегда стремился верховодить сверстниками. Всегда давал понять, что круче его не существует. Однажды Борю "достал" участковый: хватит бездельничать и тунеядствовать, гражданин Петрушин, устраивайся на работу. Не знал милиционер, что любые нравоучения и попытки давления приводят Бориса в крайнюю степень бешенства и он за себя не отвечает. На следующий день, накалившись до предела, Борис прихватил украденное накануне ружье и отправился сводить счеты. В милиционера он выстрелил почти в упор. Но обознался, ярость затмила глаза. Пострадал другой сотрудник. Задержали Петрушина на следующий день. Милиционер выжил, рана оказалась не смертельной. Преступник получил 10 лет лишения свободы. Выйдя на волю, Борис долго не задерживался, вновь попадал за решетку. На Северном Кавказе отсидел четыре года за хулиганство. Компания там была солидная, воры в законе короновали его, признав своим. До 1988 года Барыга совершил шесть ходок — из сорока лет жизни половина за решеткой. Хоть для вора года в тюрьме — "его богатство", но жизнь все-таки одна и хочется комфорта. Внешне Петрушин остепенился. Прописался в городе Сельцо Брянской области, завел семью, вскоре родился ребёнок. Как авторитетнейший человек в своих кругах, поддерживал связи с другими знатными ворами - Дато Ташкентским, Шакро, Гиви Резаным, Яблочком. Московские воры в законе определили княжить его в центрально-черноземных областях: Брянской, Воронежской, Тульской, Калужской и Смоленской. Что он с удовольствием и делал, руководя сборами в воровской общак. Правда, занимался и не совсем свойственным вору делом: перепродавал краденые машины. За что и получил нелюбимую кличку Барыга. Но все это не мешало Петрушину набирать вес в, так сказать, мирском обществе. Хорошим его приятелем вдруг стал заместитель УВД Брянской области полковник Корчагин, который мог снять телефонную трубку и укоризненно отчитать начальника РОВД: "Чего вы там гражданина Петрушина прессуете?" После чего руководителю преступного сообщества отменяли административный надзор. Правда, эта "дружба" Корчагину таки вышла боком: его задвинули на руководство лечебно-трудовым профилакторием, и в партийной номенклатуре у Барыги были свои — заведующий административными органами обкома Вершков. Говорят, совершенно не случайно крестной дочкой Петрушина оказалась дочь старшего прокурора области. Ещё один интересный факт, на поприще боевика у Барыги с молодежным задором действовал Руслан Немешаев 1966 года рождения — бывший секретарь райкома ВЛКСМ. Вполне достойное общество крутилось вокруг вора в законе Борb Брянского. "Наместник" чувствовал себя всесильным в своей вотчине, как в той песне: "У меня все схвачено, за все заплачено". "Светские традиции" были больше ему по нраву, нежели аскетические нормы жизни законника, который, как известно, не имел права иметь жену, семью, иметь связи с милицией и властями, заниматься торговлей и любым другим бизнесом. Но Барыга, как уже говорилось, не брезговал заниматься сбытом краденых машин, числился снабженцем кооператива и безраздельно распоряжался деньгами общака святая святых любого преступного сообщества. Тех, кто не хотел отстегивать в общак, "лечили" старыми испытанными способами. Одного довольно известного в Брянске бизнесмена приручили в кратчайшие сроки. Вначале выпотрошили его офис, вынесли все, что по недавним временам считалось большой ценностью и дефицитом: персональные компьютеры, вычислительную и копировальную технику. Предприниматель ещё не пришел в себя, а вдумчивые ребята уже посетили его с предложением помочь разыскать все похищенное, естественно, за определенную плату. Как только бизнесмен раскошелился, тут же, к концу дня, вся техника стояла в офисе. В лучшем виде. А затем, уже по рекомендации простодушного коммерсанта, "фирма услуги" "выручала" и других приятелей, попавших в такую же беду. Возможно, благоденствие Барыги продолжалось бы и до наших дней, но случилось внешне заурядное событие, которое фатальным образом отразилось в судьбах многих людей. В 1989 году из тюрьмы вышел авторитетный рецидивист Владимир Гуров. Был он весьма зол, и даже воздух свободы не умиротворил его, и были на то причины. В течение пяти лет срока ему ни разу не подослали "грев", тем более денег. А ведь он, как человек с понятиями, когда был на воле, всегда отстегивал на общак. Гурик, как звали его, сделал бы предъяву Барыге со всеми вытекающими последствиями. Но по чину своему не имел права: все же Барыга — вор в законе. И тогда он стал искать возможность, чтобы насолить "наместнику", настраивал против него своих друзей — Атамана (Николая Атаманенко) и Чечика (Михаила Чечикова). Им, знавшим тюремные законы на своем опыте, не приходилось долго пояснять, что значит воровать из общака. Эти настроения как-то само собой подогрелись на случайной встрече с двумя приближенными Барыги — Александром Зинаковым по кличке Пузогрей и личным водителем Бориса Александром Клюевым. Водитель пожаловался, что шеф требует по дешевке уступить ему его личную машину, а если откажешь, ясное дело, еще больше проиграешь, тут и начался треп. Чечик ворчал: "Барыга мужицкие бабки лопатой гребет, совесть потерял!" А Атаман присовокупил: "Разве не западло вору в законе машинами спекулировать?!". Пузогрей лишь молчал, а как разошлись, сразу отправился к Барыге и обо всем подробно настучал. Осерчал Петрушин: "Как посмели его авторитет законника подвергнуть сомнению?" Когда за спиной вора идут такие разговоры и он не отреагировал — авторитет его тут же посыпется, как песочный домик. Требовать объяснений или простить — такое не допускалось. Тем более с характером Барыги.